# مرکز پزشکی یوبلین گلدن
مرکز پزشکی یوبلین گلدن (به لاتین: Golden Jubilee Medical Center) یک بیمارستان در تایلند است که در 999 Boromarajajonani Road, Salaya Subdistrict, Phutthamonthon District, Nakhon Pathom Province, ۷۳۱۷۰ واقع شده‌است.